# Francisco Villa, Aguascalientes
Francisco Villa är en ort i Mexiko.   Den ligger i kommunen Asientos och delstaten Aguascalientes, i den centrala delen av landet, 400 km nordväst om huvudstaden Mexico City. Francisco Villa ligger 2 060 meter över havet och antalet invånare är 753.
Terrängen runt Francisco Villa är lite kuperad. Runt Francisco Villa är det ganska glesbefolkat, med 47 invånare per kvadratkilometer. Närmaste större samhälle är Villa García, 8,3 km norr om Francisco Villa. Trakten runt Francisco Villa består till största delen av jordbruksmark.